# Saint-Offenge-Dessous
Saint-Offenge-Dessous este o comună în departamentul Savoie din sud-estul Franței. În 2009 avea o populație de 609 de locuitori.

## Evoluția populației
| An        | 1975 | 1982 | 1990 | 1999 | 2006 | 2009 |
| --------- | ---- | ---- | ---- | ---- | ---- | ---- |
| Populație | 228  | 299  | 421  | 491  | 566  | 609  |